# Bandakouni (Anjouan)
Bandakouni (auch: Badracouni) ist eine Siedlung auf der Komoreninsel Anjouan im Indischen Ozean.

## Geografie
Der Ort liegt am Südzipfel der Insel, südlich im Anschluss an Mrémani auf einer Höhe von ca. 742 m.
Der Ort liegt am Osthang des Ngoya Mbouzi.

## Klima
Nach dem Köppen-Geiger-System zeichnet sich Bandakouni durch ein tropisches Klima mit der Kurzbezeichnung Am aus. Die Temperaturen sind das ganze Jahr über konstant und liegen zwischen 20 °C und 25 °C.